# Arorathrips crassiscelis
Arorathrips crassiscelis är en insektsart som först beskrevs av Zur Strassen 1967.  Arorathrips crassiscelis ingår i släktet Arorathrips och familjen smaltripsar. Inga underarter finns listade i Catalogue of Life.